# روزنامه آوتلوک افغانستان
روزنامه آوتلوک افغانستان (به انگلیسی: The Daily Outlook Afghanistan) از روزنامه‌های پرتیراژ و پر مخاطب در افغانستان است که از سوی گروه روزنامه‌های افغانستان در کابل منتشر می‌شود. این روزنامه در سال ۲۰۰۵ میلادی تأسیس گردید و همه روزه با تیراژ ۴۲۰۰ در کابل و شماری از ولایت توزیع می‌شود. مسئولان این روزنامه می کوید، این روزنامه در دبی و پاکستان نیز خواننده دارد.